# Ниндзя-воин Тобикагэ
Ниндзя-воин Тобикагэ (яп. 忍者戦士飛影 Ниндзя сэнси тобикагэ, Ninja Senshi Tobikage), также известный под названием «Ниндзя-робот Тобикагэ» и «Роботы-ниндзя» — аниме-сериал студии Studio Pierrot. В Японии сериал транслировался с 6 октября 1985 года до 14 июля 1986. Также транслировался в северо-восточной Азии и Австралии, на Украине по каналу УТ-1, в России по телеканалам 2х2, 31 канал (ныне «Домашний») — японская версия, РЕН ТВ — американская версия, во Франции TF1 (как Tobikage), в Мексике Televisa Canal 5 и некоторых других странах.

## Сюжет
Действие аниме разворачивается в будущем. Земляне сумели терраформировать Луну и Марс, власть на них принадлежит командующим, назначенным земным директоратом. Земной директорат — это совет из представителей всех стран.
Сначала действие разворачивается на Марсе, который является огромной стройкой. Живущие на планете люди обязаны либо трудиться на стройке, либо идти в армию: повинность касается всех, достигших возраста 16 лет. Чтобы стать военнослужащим каждый претендент обязан пройти тест на профпригодность. Именно от этого теста и уклонился главный герой Джо Майя. Хотя быть военным почётно и является привилегией, Джо отказывается идти в армию, так как ненавидит и не желает убивать людей для других. Из-за этого у Майя случается конфликт с полицейским, который перетекает в драку. Джо умудряется побить полицейского, тот в свою очередь решает отомстить и, собрав несколько патрульных машин, гонится за Джо.
Внезапно на Марс садится космический корабль пришельцев, который преследуют человекообразные роботы. Полиция попадает под обстрел и вызывает подкрепление, однако все силы Марса не в состоянии справится с пришельцами. Джо, убегая от одного из роботов, забирается на корабль под названием «Элльшанк». Там он встречает принцессу Ромину и капитана этого корабля Ирубору. Спасаясь от атаки, Майя прячется в гигантском роботе, который начинает его слушаться. Джо даёт отпор роботам, но силы не равны, и Джо терпит крах. Когда казалось, что битва проиграна, появляется ещё один робот, двигающийся со скоростью света; Джо окрестил его «Тобикагэ» («Летучая тень»). Тобикагэ с лёгкостью уничтожает всех вражеских роботов.
Впоследствии оказывается, что помимо Джо роботами могут управлять ещё и его брат Майк и подружка Рени, до этого никто не смог завести эти машины. По легенде ими могут управлять лишь ниндзя, но Джо отрицает, что он и его друзья — ниндзя. В это время командующий Марсом Хадзато заключает с другими пришельцами с планеты Дзабум, чьи роботы напали на Элльшанк, союз и вытесняет Элльшанк с Марса. Обитатели Элльшанка, прилетевшие с планеты Радорио, пытаются найти помощь у пещерных жителей Марса, чьи предки были изгнаны другими землянами. Но от них также не последовало никакой поддержки, лишь сын вождя Демиан отправляется вместе с радорианцами на Землю.
По пути на Землю Элльшанк останавливается на Луне, где тоже был принят в штыки. Ирубора предаёт радорианцев и уходит на службу в армию Дзабум. Командующий дзабумскими силами Гретхен гибнет, но прибывший король планеты Дзабум Анекс назначат Ирубору новым командиром, а также показывает ему новейшую разработку — робота Дзэрокагэ («Нулевая тень»), который ничем не уступает Тобикагэ, но его также не могут запустить. На Земле Элльшанк также не приняли, так как Анекс, прибывший туда, ранее атаковал Земные города, а Хадзато заявил в директорат, что дзабумцы уйдут, получив Элльшанк. Лишь только Северная Америка дала пристанище радорианцам.
Теперь Джо и его друзья вынуждены не только защищать Элльшанк, но и земные города от нападения армии Дзабум. Во время очередной такой атаки Джо уничтожает робота Скаратуна(Скелет), которого пилотировал Ирубора. Внезапно Нулевая тень объединяется с Ируборой и легко справляется с Чёрным Львом, пилотируемым Джо. На следующий день Земное правительство предлагает провести переговоры с принцессой Роминой. Чувствуя подвох, вместо Ромины Джо берёт с собой её камеристку Шааф, и оказывается прав: они попадают в ловушку. В это время Ирубора предпринимает новую атаку на Элльшанк. Никто не в состоянии справится с Нулевой тенью, даже Тобикагэ. Летучая тень объединяется с Джо, и Джо побеждает Ирубору и армию Дзабум.
Теперь Джо управляет Летучей тенью, а Демиан — Чёрным львом. Найти ниндзя на земле так и не удаётся. Тогда Джо с друзьями решают отправиться на Радорио вместе с Роминой. В ходе битв радорианцы наносят сокрушительный удар по силам Дзабума. После этого земляне принимают их сторону, и вместе им удаётся уничтожить все прибывшие силы Дзабума и короля Анекса. В финальной битве между Джо и Ируборой они оба оказываются атакованы силами Хадзато; уничтожив его, Джо и Ирубора отправляются на борт Элльшанка. Там Нулевая тень и Летучая тень объединяются и дают Элльшанку новые силы, с которыми он летит на Радорио.